# Сни Альберта Морленда
«Сни Альберта Морленда» (англ. The Dreams of Albert Moreland) — науково-фантастичне оповідання Фріца Лайбера, вперше опубліковане весною 1945 року журналом «The Acolyte».

## Сюжет
1939 року Альберт Морленд заробляв на життя грою в шахи по 25 центів за партію в одному з барів Нижнього Мангеттена. В нього не було інших амбіцій, оскільки, як він розповів своєму сусідові, всю його увагу забирала шахова партія, яку він грав уві сні.
Він грав її на необмеженому полі, де клітинки мали різні кольори, і можливості фігур залежали від поля на якому вони стоять. Фігури у нього та його невидимого супротивника теж були різними і багаточисельними.
Незважаючи на те, що він не міг пригадати правил, Морленд запевняв, що грає в цю гру на гроссмейстерському рівні.
Особливості гри добавляла унікальна фігура у супротивника — «стрілець», яка була дуже неприємною Морленду.
Він переборював бажання побити її, оскільки вважав приманкою, яка приведе до програшу.
А єдиним шансом перемогти було дочекатись, коли супротивник припуститься помилки.
Сусід декілька разів навідувався вночі до кімнати Морленда і чув, як той вигукує свої ходи.
З кожним днем Морленд ставав все сумнішим, оскільки його супротивник проводив атаку і Морленд боявся помилитись, бо відчував, що результатом партії є щось більше за його життя.
Одного дня, коли Морленд не з'явився на своїй роботі, сусід знайшов на його ліжку фігуру описаного ним «стрільця».